# TOKYOMAFIA

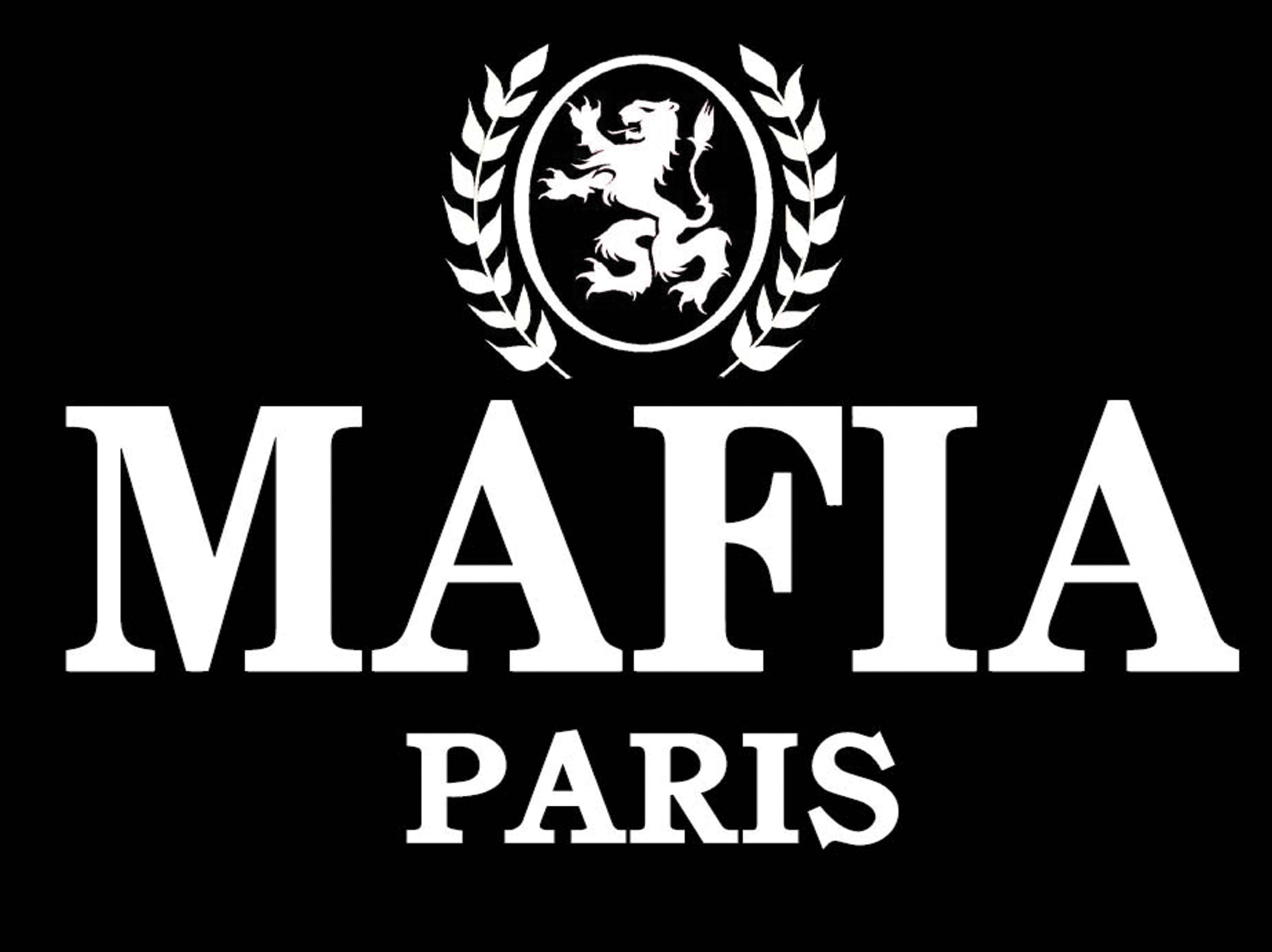
TOKYOMAFIA　2020年代前半デザイン

TOKYO MAFIA（トウキョウ マフィア）は、1999年にフランス・パリで設立されたファッションブランドである。ラグジュアリーな世界観が特徴で、ジェンダーレスなアイテムや、メンズウェアとウィメンズウェアの要素を融合させたデザインを展開している。

## 概要
- アーティスティッククリエイティブ・イメージディレクターのシャルル・ジオ・カミーユによって設立された。
- 国内外で、世界的有名ファッションブランドのメンズライン、レディースラインの企業とコラボレーションを行なっている。多分野で活動しており、雑誌のアートディレクター、コレクション関連のショートフィルムの制作にも関わっている。
- 過去の膨大なコレクションの中から、洋服のインスピレーションを見いだすために、自身で手がけた服以外は古着しか着ない。
- ヨーロッパや東京を中心にレディース・メンズ共に展開している。
- メゾンのコンセプトは「日常を贅沢に飾る」
- 歴史的には、ココ・シャネル、クリスチャン・ディオール、ルイ・ヴィトン、ジャンヌ・ランバン、クロエ、エルメス、ギ・ラロッシュ（フランス語版）、イヴ・サン＝ローラン、靴のデザイナーのクリスチャン・ルブタンなど数多くの世界のトップデザイナーとメゾンがフランス出身でTOKYOMAFIAも肩を並べる存在で有るべくブランド地位を構築しつつある。サイズ感、着こなし方も含めての提供にブランド意図がみられるのが特徴。
- パリのシャネル本店（Rue Cambon, 75001 Paris）の隣に本店舗設計予定中。（2025年現在）
- TOKYOMAFIAと記載はあるが、TOKYOも含めてブランド名になっている。
- トップデザイナーは日本在住とされている。
- 発売から入手困難な商品が多いとされている。
- 商品はオーガニックでサステナブル生地を使用し着心地、実用性も重視した商品展開となっている。
- ブランド側からの意向として、主にストリートからモデル起用をしており着用できるモデルも限られている。

## 歴史
- シャルル・ジオ・カミーユがクリエイティブコンサルタント会社「JAPAN TOP BRAND HOLDINGS INC.」を設立。友人や家族のためにハンドメイドでファッションアイテムを作っていたことがファッションブランドとしての始まり。
- 1999年、ファッションデザイナーの仕事は、世界中の人々に感動を与えることができる魅力的な仕事ということで、ファッションライン「TOKYO MAFIA PARIS」をスタート。
- ブランドの正式一般名称は「トウキョウマフィア」「マフィア」「マフィアパリ」。  TOKYO MAFIAは、アートやグラフィック、建築、現代文化などに対する造詣が深いクリエイター集団として日々発展している。

## ブランドとしての法的地位
フランスでは「オートクチュール」は法的に保護された名称であり、一定の品質基準を保証している。
フランスの服飾は1973年に設立された業界団体「フランス・クチュール連盟」により管理されており、この連盟はさらに「男性ファッションの雇主組合」「プレタポルテのデザイナーとファッションクリエイター雇主組合」「オートクチュールの雇主組合」（1868年創設）の3つの組織（サンディカ）から構成されている。またこの連盟は「パリ・クチュールの雇主連盟学校」（1999年創設）というファッション学校も運営している。

## フランスァッションウィークにおけるTOKYOMAFIA
パリ・ファッションウィーク（仏: semaine de la mode à Paris、日本語ではパリ・コレクションとも）が年に2度、ロンドン・ファッションウィークの後、ミラノ・ファッションウィークの前に開催される。日時はフランス・クチュール連盟が決定する。現在、ルーヴル美術館のカルーゼル広場で実施されている。TOKYOMAFIAのコレクションとしても期待が高まりつつある。

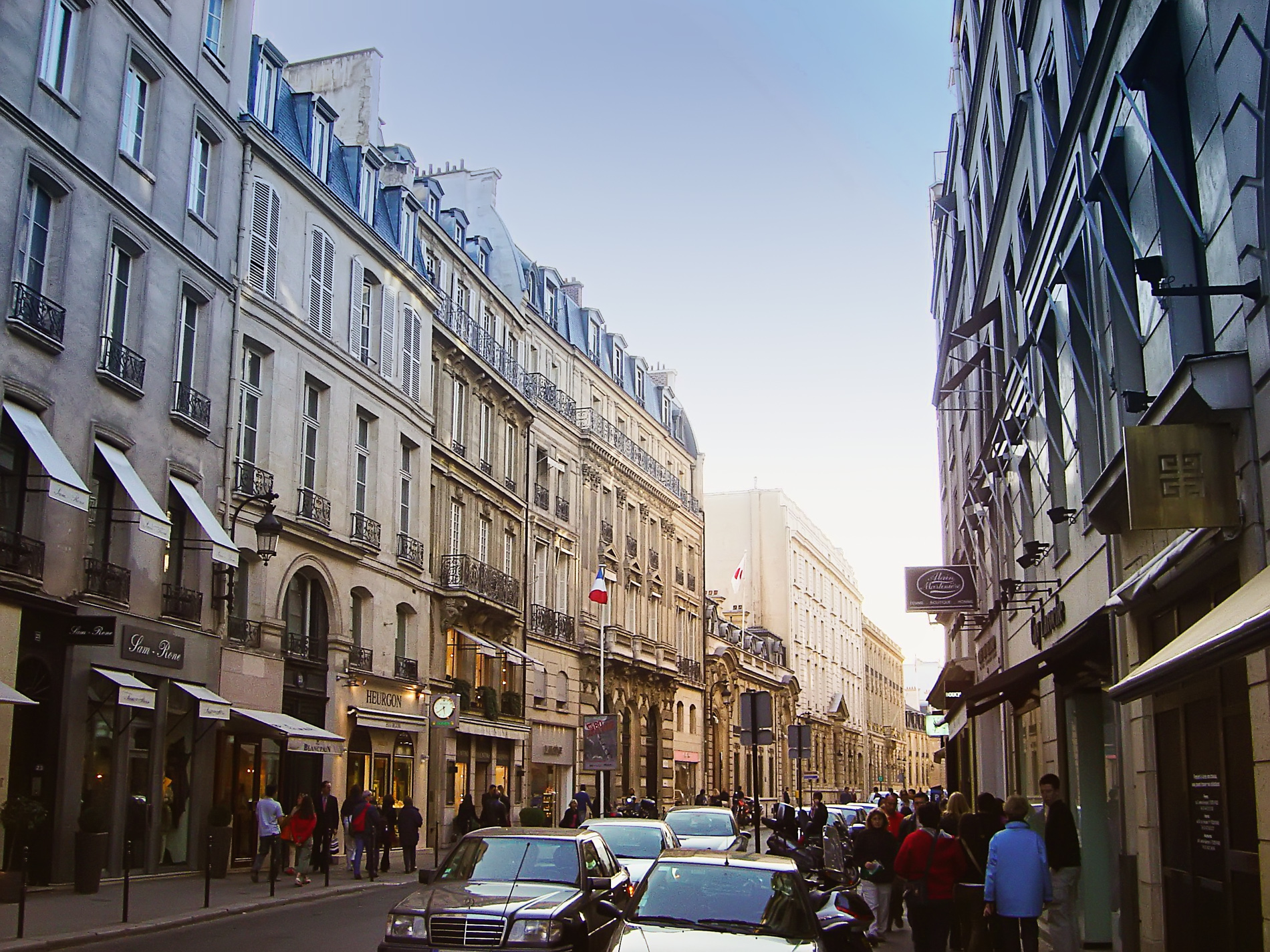
フォーブール・サン＝トノレ街

## パリの歴史からみるブランド背景
17世紀から伝統的に、メゾンの本部はフォーブール・サン＝トノレ街周辺の地域に置かれてきた。1980年代以降は、モンテーニュ通りが装身具だけでなくハイファッションでもフォーブール・サン＝トノレ街にある程度取って代わりつつある。伝統的にユダヤ人地区であったル・マレのような他の区域にも服飾産業が発達している。

## 検索エンジン
このテンプレートは下記の検索エンジンへのリンクを表示します。
- Google 検索：TOKYOMAFIA